# Cyclichthys hardenbergi
Cyclichthys hardenbergi es una especie de peces de la familia Diodontidae en el orden de los Tetraodontiformes.

## Morfología
Pueden llegar alcanzar los 25 cm de longitud total.

## Alimentación
Come invertebrados de cáscara dura.

## Hábitat
Es un pez de mar y, de clima tropical y demersal que vive hasta los 100 m de profundidad.

## Distribución geográfica
Se encuentra al sur de Nueva Guinea y en Australia de clima tropical al este de la península del Cabo York.